# Lisetta
Lisetta is een geslacht van haften (Ephemeroptera) uit de familie Leptophlebiidae.

## Soorten
Het geslacht Lisetta omvat de volgende soorten:
- Lisetta ernsti